# Dirk Wiese

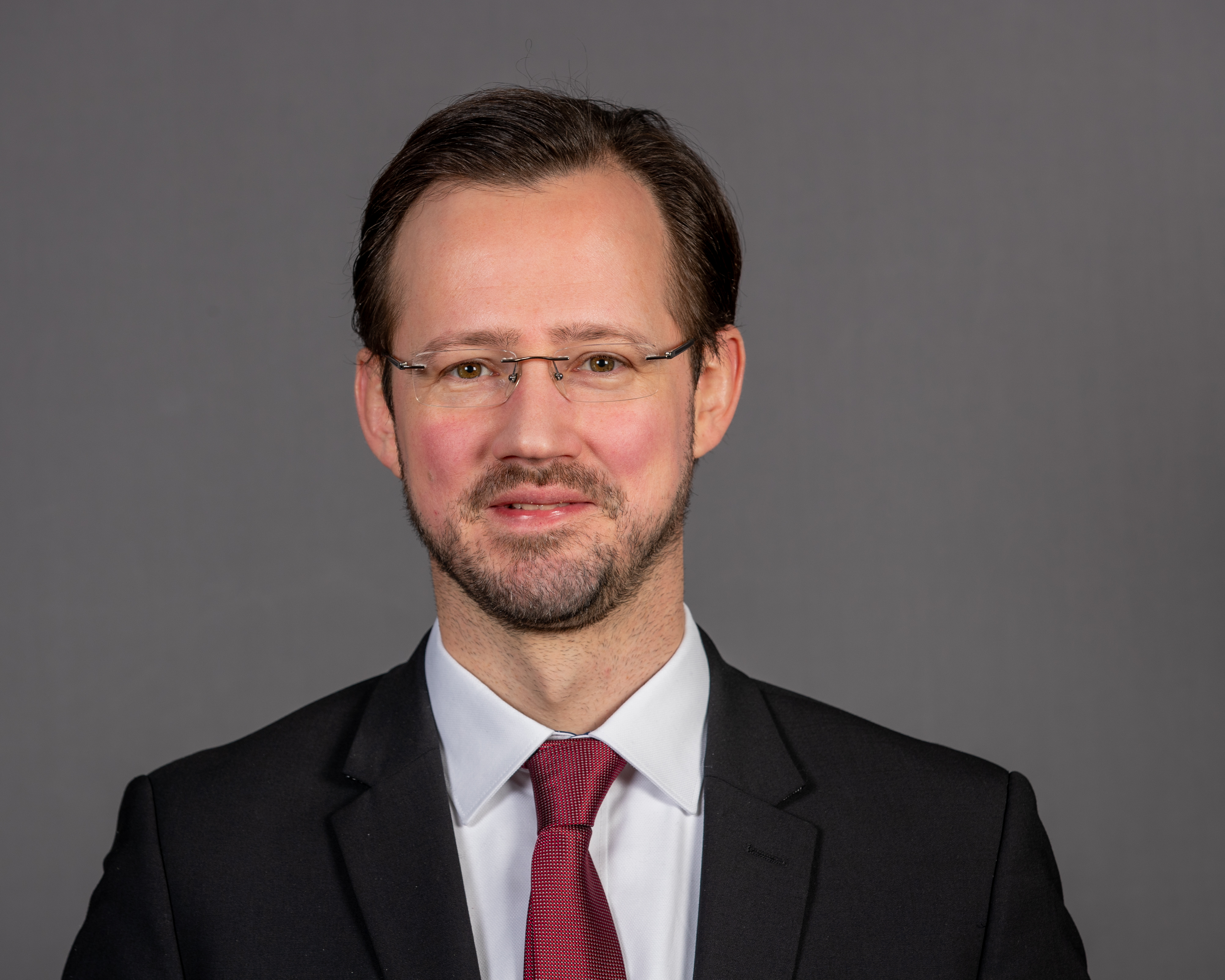
Dirk Wiese (2020)

Dirk Wiese (* 11. Juli 1983 in Paderborn) ist ein deutscher Politiker der SPD. Seit 2013 ist Wiese Mitglied des Deutschen Bundestages und seit 2025 Erster Parlamentarischer Geschäftsführer der SPD-Bundestagsfraktion.

## Leben
Wiese wuchs in Brilon auf und machte dort am Gymnasium Petrinum 2003 sein Abitur. Danach studierte er Rechtswissenschaften an der Philipps-Universität in Marburg und an der Westfälischen Wilhelms-Universität in Münster. 2008 legte er sein erstes und 2010 sein zweites juristisches Staatsexamen ab. Danach war er wissenschaftlicher Mitarbeiter des Bundestagsabgeordneten Franz Müntefering. Wiese ist Mitglied zahlreicher Vereine und Verbände. Er ist verheiratet, evangelisch und hat zwei Kinder.

## Partei

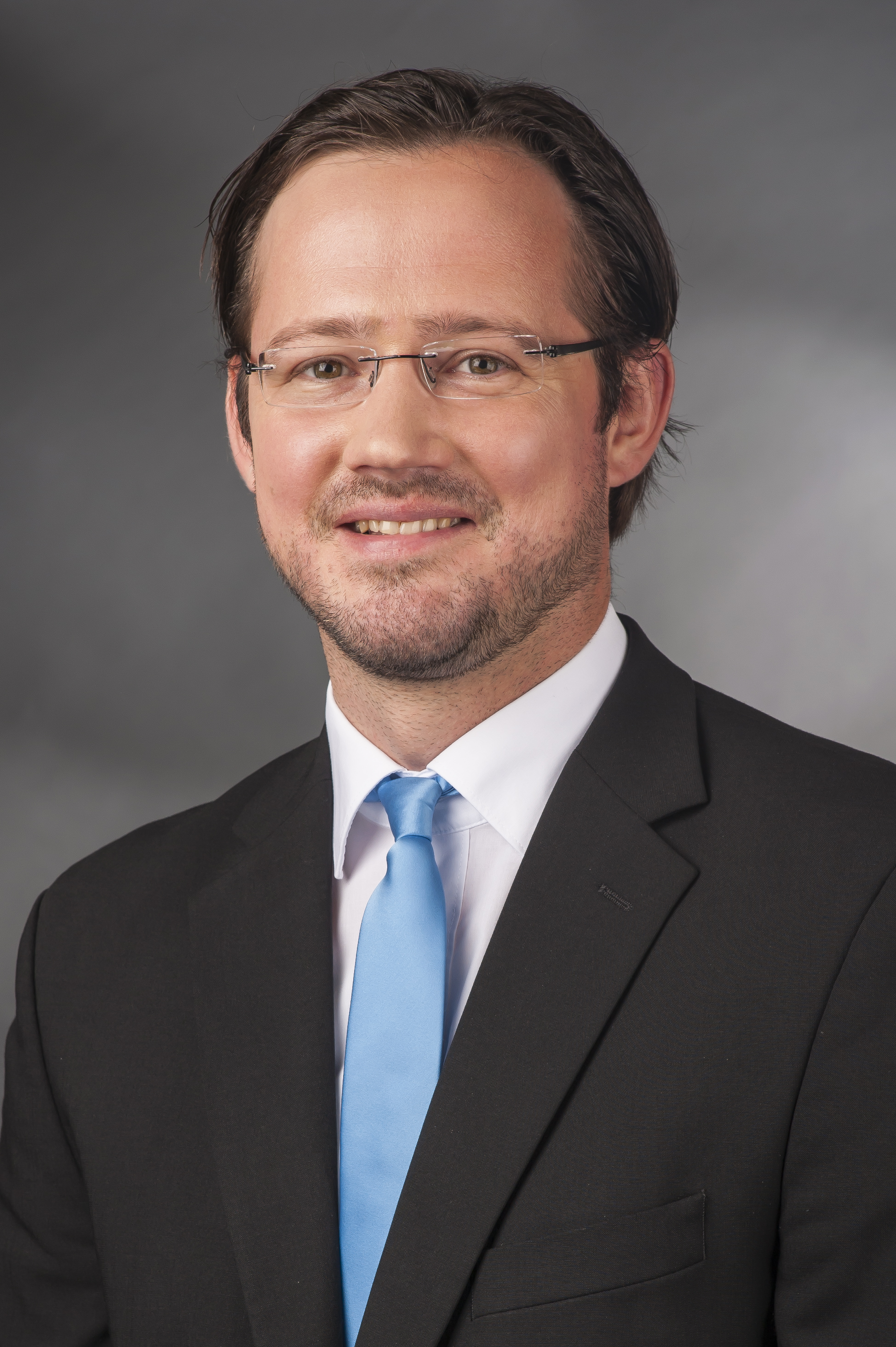
Dirk Wiese (2014)

Wiese trat 2003 der SPD bei. Er kandidierte 2004 erstmals für den Rat der Stadt Brilon, dem er von 2009 bis 2015 angehörte. Von 2006 bis 2008 war er Vorsitzender der Jusos im Unterbezirk Hochsauerland. 2006 wurde er Ortsvereinsvorsitzender der SPD in Brilon. Wiese war seit 2008 stellvertretender Vorsitzender des SPD-Unterbezirks Hochsauerlandkreis und folgte Karsten Rudolph als Vorsitzender 2012 nach. Er war stellvertretender Sprecher der SPD Südwestfalen, ehe er 2017 Willi Brase als Sprecher ablöste.

## Abgeordneter

### 18. Wahlperiode
Bei der Bundestagswahl 2013 kandidierte Wiese im Wahlkreis Hochsauerlandkreis erstmals für einen Sitz im Bundestag, unterlag aber seinem CDU-Gegenkandidaten Patrick Sensburg; er wurde allerdings über die Landesliste gewählt. Er ist ordentliches Mitglied im Ausschuss für Wirtschaft und Energie, im Unterausschuss Vereinte Nationen, Internationale Organisationen und Globalisierung, sowie im Ausschuss für Recht und Verbraucherschutz. Er ist zudem Mitglied im 5. Untersuchungsausschuss, eingesetzt zur Untersuchung des VW-Abgasskandals. Stellvertretendes Mitglied ist er im Ausschuss für Wahlprüfung, Immunität und Geschäftsordnung, im Auswärtigen Ausschuss sowie im Haushaltsausschuss. Zu Beginn der Legislaturperiode gehörte er dem Ausschuss für Ernährung und Landwirtschaft an. Daneben ist Wiese stellvertretender Sprecher der Deutsch-Indischen Parlamentariergruppe, sowie Sprecher des Gesprächskreis Südasien / Südostasien seiner Fraktion.
Wiese gehört seit seiner Gründung im Juli 2016 dem Untersuchungsausschuss zum VW-Abgasskandal an.

### 19. Wahlperiode
Bei der Bundestagswahl 2017 unterlag Wiese mit 26,9 % gegen Sensburg, wurde aber wieder über die Landesliste NRW in den Bundestag gewählt. Wiese war ordentliches Mitglied im Ausschuss für Ernährung und Landwirtschaft. Wiese war zudem zum stellvertretenden Sprecher der AG Landwirtschaft der SPD-Bundestagsfraktion gewählt worden. Inhaltlich verantwortete Wiese als forstpolitischer Sprecher das Thema Wald und Forst. Wiese war außerdem Koordinator für ländliche Räume. In dieser Funktion kümmert sich Wiese um die Vernetzung des Querschnittsthemas sowie um verschiedene damit verbundene Themenbereiche (Europäischer Landwirtschaftsfonds für die Entwicklung des ländlichen Raums, Gemeinschaftsaufgabe zur Verbesserung der Agrarstruktur und des Küstenschutzes, Bundesprogramm Ländliche Entwicklung). Außerdem verantwortet Wiese das Thema Milchmarkt.
Nach der Wahl von Eva Högl zur Wehrbeauftragten wurde Wiese zu einem der stellvertretenden Vorsitzenden der SPD-Bundestagsfraktion gewählt. Er war zuständig für die Bereiche Inneres, Recht und Verbraucherschutz, Kultur und Medien, Sport sowie Wahlprüfung, Immunität und Geschäftsordnung. Er war stellvertretendes Mitglied der Ausschüsse Inneres und Heimat, Kultur und Medien, Recht und Verbraucherschutz, Wahlprüfung, Immunität und Geschäftsordnung sowie des Sportausschusses. Ordentliches Mitglied ist er im Gemeinsamen Ausschuss von Bundestag und Bundesrat.
Seit dem 3. Juni 2018 ist Wiese einer der Sprecher des konservativen Seeheimer Kreises in der SPD-Bundestagsfraktion.
Wiese wurde am 23. Januar 2021 von der SPD im Hochsauerlandkreis zum dritten Mal als Bundestagskandidat für den Wahlkreis 147 nominiert.

### 20. Wahlperiode
Bei der Bundestagswahl 2021 unterlag Wiese zum dritten Mal in seinem Wahlkreis Hochsauerlandkreis, diesmal jedoch gegen Friedrich Merz. Erneut erhielt er aber ein Mandat über die Landesliste Nordrhein-Westfalen seiner Partei. In der 20. Wahlperiode ist Dirk Wiese erneut zum stellvertretenden Fraktionsvorsitzenden der SPD-Bundestagsfraktion gewählt worden. Er war zuständig für die Bereiche Inneres, Recht, Kultur und Medien, Sport und Petitionen. Im November 2024 hat er zusätzlich den Bereich Ernährung und Landwirtschaft übernommen und die Bereiche Kultur und Medien abgegeben. Am 9. November 2023 wurde Wiese, als Nachfolger von Uli Grötsch, in das Parlamentarische Kontrollgremium gewählt, welches die Nachrichtendienste des Bundes kontrolliert. Zudem war er ordentliches Mitglied im Gemeinsamen Ausschuss und im Richterwahlausschuss.
Am 3. Juli 2023 wurde Wiese zudem zum Co-Sprecher der Landesgruppe NRW in der SPD-Bundestagsfraktion gewählt zusammen mit seiner Bielefelder Kollegin Wiebke Esdar. Er folgte damit auf Achim Post, der im August 2023 zum Landesvorsitzenden der NRW-SPD gewählt wurde. Das Amt hatte er bis zum 2. Juni 2025 inne.
Am 6. September 2024 wurde Dirk Wiese erneut von der SPD im Hochsauerlandkreis als Bundestagskandidat für den Hochsauerlandkreis nominiert.

### 21. Wahlperiode
Bei der Bundestagswahl 2025 unterlag Wiese in seinem Wahlkreis Hochsauerlandkreis mit 21,4 % gegen den einige Monate später zum Bundeskanzler gewählten Friedrich Merz (47,7 %). Erneut erhielt er aber ein Mandat über die Landesliste Nordrhein-Westfalen seiner Partei.
Wiese wurde am 7. Mai 2025 zum Ersten Parlamentarischen Geschäftsführer der SPD-Bundestagsfraktion gewählt.

## Bundesregierung
Wiese wurde im Rahmen der Kabinettsumbildung im Vorfeld der Bundespräsidentenwahl und dem damit verbundenen Rücktritt des bisherigen Bundesaußenministers Frank-Walter Steinmeier am 27. Januar 2017 zum Parlamentarischen Staatssekretär bei der Bundesministerin für Wirtschaft und Energie ernannt. Er folgte damit der zur Wirtschaftsministerin ernannten Brigitte Zypries. Seine Amtszeit endete mit der Ernennung des vierten Kabinetts Merkel am 14. März 2018.
Am 11. April 2018 wurde er zum Koordinator für die zwischengesellschaftliche Zusammenarbeit mit Russland, Zentralasien und den Ländern der Östlichen Partnerschaft der Bundesregierung ernannt.
Als solcher nahm Wiese im November 2018 an einem vom Deutsch-Russischen Forum in Zusammenarbeit mit der Alexander-Gortschakow-Stiftung für Diplomatie organisierten Treffen deutscher und russischer Parlamentarier teil. Er hielt einen Impulsvortrag „Neustart in der strategischen Modernisierungspartnerschaft? Prioritäten und Chancen für den gemeinsamen Dialog“. Nach seiner Wahl zu einem der stellvertretenden Vorsitzenden der SPD-Bundestagsfraktion gab er das Amt als Russlandbeauftragter ab.

## Positionen
Als Mitglied des Vorstandes der SPD-Bundestagsfraktion war er u. a. für den Bereich der Agrar- und Ernährungspolitik zuständig. Wiese setzte sich für eine Reform des Grundstücksverkehrsgesetzes ein, um Landwirten besseren Zugriff auf Flächen zu ermöglichen, wie er in einem Artikel der Fachzeitung Agrarzeitung sagte. Er lehnt eine Pachtpreisbremse ab. Im Rahmen der SPD-Agrarpolitik befürwortet er eine Absenkung der Mehrwertsteuer auf Grundnahrungsmittel und zeigt sich offen für Diskussionen über Werbeverbote bei Grundnahrungsmitteln mit niedrigen Preisen, wie Wiese in einem Interview mit den Journalisten Olaf Deininger und Patrick Pehl erklärte. Als wichtige Herausforderung sieht er die Verteidigung des GAP-Anteils am EU-Haushalt, der aktuell 31 Prozent beträgt. Wiese kritisiert die Auswirkungen des §31 Bundesnaturschutzgesetzes auf extensiv bewirtschaftete Flächen und setzt sich für eine auskömmliche Weidetierprämie für Mutterkuhhalter ein. SPD-Bundestagsfraktion ist er für den Bereich der Agrar- und Ernährungspolitik zuständig. Wiese setzt er sich für eine Reform des Grundstücksverkehrsgesetzes ein, um Landwirten besseren Zugriff auf Flächen zu ermöglichen, wie er in einem Artikel der Fachzeitung Agrarzeitung sagte. Er lehnt eine Pachtpreisbremse ab. Im Rahmen der SPD-Agrarpolitik befürwortet er eine Absenkung der Mehrwertsteuer auf Grundnahrungsmittel und zeigt sich offen für Diskussionen über Werbeverbote bei Grundnahrungsmitteln mit niedrigen Preisen, wie Wiese in einem Interview mit den Journalisten Olaf Deininger und Patrick Pehl erklärte. Als wichtige Herausforderung sieht er die Verteidigung des GAP-Anteils am EU-Haushalt, der aktuell 31 Prozent beträgt. Wiese kritisiert die Auswirkungen des §31 Bundesnaturschutzgesetzes auf extensiv bewirtschaftete Flächen und setzt sich für eine auskömmliche Weidetierprämie für Mutterkuhhalter ein.

## Mitgliedschaften und Ehrenämter
Wiese war oder ist Mitglied in folgenden Vereinen: Sozialdemokratische Gemeinschaft für Kommunalpolitik, St. Hubertus Schützenbruderschaft 1417 Brilon, Bürgerbusverein Brilon e. V., Briloner Bürgerhilfe e. V., AWO, St. Hubertus Schützenbruderschaft Nehden 1858 e.V, Europa-Union Deutschland, Deutsche Parlamentarische Gesellschaft, BVB-Fan-Club Briloner Borussen 05 e. V., Sauerländer Heimatbund, SV 20 Brilon, Bundestags-Borussen, Verein zur Förderung der Hansetage 2020, Freundes- und Förderverein des Josefsheims Bigge, Förderverein Kloster Bredelar e. V., Städtepartnerschaften – Partnerschaftsvereinigung für internationale Beziehungen Brilon, THW Ortsgruppe Brilon, Briloner Heimatbund – Semper Idem, Sozialverband Deutschland, Kunterbunt e. V., Förderverein Frauenzentrum Frauenzimmer e. V., Verein zur Förderung der Tierhaltung im HSK e. V., Deutsche Stiftung für internationale rechtliche Zusammenarbeit, Europa-Union Deutschland.
Wiese ist Mitglied im Kuratorium des Sozialwerk St. Georg, des Unternehmensverband Westfalen-Süd, Beisitzer im Vorstand des Freundes- und Förderverein des Josefsheims Bigge. Er ist Sprecher des Beirates der Deutsch-Belarussischen Gesellschaft. Außerdem ist er Mitglied des politischen Beirates des Wirtschaftsforums der SPD. Wiese ist Mitglied des Kuratoriums der Stiftung Denkmal für die ermordeten Juden Europas.